# Hillared
Hillared är en tätort i norra delen av Svenljunga kommun i Västra Götalands län och kyrkbyn i Hillareds socken. Orten är belägen strax intill riksväg 27 cirka 20 km sydost om Borås och cirka 17 kilometer norr om Svenljunga. Ån Ätran rinner genom orten.
Järnvägen Göteborg-Borås-Växjö-Kalmar löper genom orten.

## Historia
Orten har varit känd för osttillverkning sedan medeltiden, men har ej haft produktion sedan 1930-talet.

### Befolkningsutveckling
| Befolkningsutvecklingen i Hillared 1960–2020 | Befolkningsutvecklingen i Hillared 1960–2020 | Befolkningsutvecklingen i Hillared 1960–2020 | Befolkningsutvecklingen i Hillared 1960–2020 | Befolkningsutvecklingen i Hillared 1960–2020 |
| -------------------------------------------- | -------------------------------------------- | -------------------------------------------- | -------------------------------------------- | -------------------------------------------- |
|                                              |                                              |                                              |                                              |                                              |
| År                                           |                                              |                                              | Folkmängd                                    | Areal (ha)                                   |
| 1960                                         | 1960                                         |                                              | 324                                          |                                              |
| 1965                                         | 1965                                         |                                              | 351                                          |                                              |
| 1970                                         | 1970                                         |                                              | 391                                          |                                              |
| 1975                                         | 1975                                         |                                              | 508                                          |                                              |
| 1980                                         | 1980                                         |                                              | 640                                          |                                              |
| 1990                                         | 1990                                         |                                              | 710                                          | 110                                          |
| 1995                                         | 1995                                         |                                              | 663                                          | 111                                          |
| 2000                                         | 2000                                         |                                              | 629                                          | 111                                          |
| 2005                                         | 2005                                         |                                              | 591                                          | 111                                          |
| 2010                                         | 2010                                         |                                              | 578                                          | 110                                          |
| 2015                                         | 2015                                         |                                              | 639                                          | 117                                          |
| 2020                                         | 2020                                         |                                              | 620                                          | 97                                           |
|                                              |                                              |                                              |                                              |                                              |

## Samhället
I orten finns Hillareds kyrka och Hillareds skola med undervisning för årskurs 1-6.

## Näringsliv
Konfektionsföretaget Bergis AB hade sin centrala verksamhet förlagd till denna ort. På 1970- och 1980-talet var den huvudsakliga tillverkningen Bergis-jeans. Nu har företaget bytt namn till Berendsen och tillverkar arbetskläder. 

## Idrott
Ortens seniorlag i fotboll heter FC Lockryd och består av spelare från Hillared samt grannorterna Sexdrega och Aplared.